# 向文波
向文波（1962年6月—），湖南益阳人，汉族，中华人民共和国政治人物、第十一届全国人民代表大会湖南地区代表。原中国机械工业联合会理事、中国工程机械工业协会副会长及湖南省工商业联合会副会长。

## 生平
1962年6月，向文波出生在湖南省益阳专区。1978年，向文波考入湖南大学铸造专业，取得工学学士学位。1982年毕业后进入兵器工业部洪源机械厂工作。1985年，向文波考入大连理工大学材料专业，取得工学硕士学位。1988年8月，向文波出任涟源市经济委员会委员。1989年12月出任涟源市阀门厂厂长，次年12月出任益阳市拖拉机厂厂长。1991年出任三一重工股份有限公司执行总裁。2007年12月，向文波出任三一重工股份有限公司总裁兼副董事长。2008年起任第十一届全国人民代表大会。2021年12月8日，向文波以22.56每股价格减持三一重工股份有限公司股票300万股。2022年1月19日，向文波出任三一重工股份有限公司董事长，俞宏福出任总裁和副董事长。